# 琳昌
琳昌（？年—1744年），或作林昌，哈達瓜爾佳氏，正红旗满洲人。清朝政治人物，官至詹事府左春坊左庶子。

## 生平
乾隆元年（1736年），中式丙辰恩科順天鄉試舉人。之後補授內閣中書，歷升吏部主事，選升刑部員外郎，題升刑部郎中，遷詹事府左春坊左庶子，兼充日講起居注官，兼任公中佐領。
二十八年（1763年）五月，因考試升用翰詹，遭列為不入等，勒令休致。卒年八十歲，葬於昌平州碑寨地方。

## 家庭及關聯[2]
- 祖父：沙必漢，三藩之亂時隨從出兵招撫王輔臣，事後駐防西安，誥贈光祿大夫。
- 祖母：托活洛氏，誥贈一品夫人。
- 繼祖母：烏宗氏，誥贈一品夫人。
- 父：額思圖，閑散，誥贈光祿大夫。
- 母：伊爾根覺羅氏，誥贈一品夫人。

琳昌行三，有二兄三弟：
- 阿炳安（？年－1744年），西安駐防，康熙五十年舉人，官至甘肅寧夏道，因貪瀆革職抄家。
- 阿炎阿，駐防西安，閑散，貤贈資政大夫。
- 塞得立，文生員，誥贈光祿大夫。
- 吳達善（？年－1771年），乾隆元年進士，官至陝甘總督。
- 納英阿，乾隆元年副榜，誥贈光祿大夫。

### 妻室
- 正室：覺羅佳氏。
- 無側室。

### 子嗣
有四子一女：
- 木隆阿，由內閣中書官至刑部江西司郎中。
- 德奎，官都察院筆帖式。
- 木特布，由內閣中書官至湖北漢陽府同知。
- 長春，官護軍校。
- 長女，適宗室岱凝。